# تاكاشي إيموتو
تاكاشي إيموتو (باليابانية: 井本 喬士) (29 سبتمبر 1976 في ساغا في اليابان – )؛ هو لاعب كرة قدم ياباني سابق كان يلعب كلاعب وسط.

## وصلات خارجية
- تاكاشي إيموتو على موقع رابطة كرة القدم اليابانية للمحترفين (اليابانية)